# 斯捷尼亞京
50°31′51″N 24°21′58″E / 50.53083°N 24.36611°E
斯捷尼亞京（烏克蘭語：Стенятин），是烏克蘭西部的村莊，隸屬利維夫州的舍普季茨基區。該村始建於1442年，面積3.47平方公里，海拔高度197米，人口945，人口密度每平方公里420.13人。